# Paragryllus tricaudatus
Paragryllus tricaudatus is een rechtvleugelig insect uit de familie krekels (Gryllidae). De wetenschappelijke naam van deze soort is voor het eerst geldig gepubliceerd in 1858 door Fairmaire.